# Cerotainia argyropyga
Cerotainia argyropyga là một loài ruồi trong họ Asilidae. Cerotainia argyropyga được Hermann miêu tả năm 1912. Loài này phân bố ở vùng Tân nhiệt đới.